# Uniwersytet Chulalongkorna
| Ranking                | Ranking          |
| National Ranking       | National Ranking |
| ---------------------- | ---------------- |
| QS Asia (2016)         | 1                |
| QS World (2016)        | 1                |
| QS GER (2017)          | 1                |
| CWUR (2016)            | 1                |
| RUR (2016)             | 1                |
| CWTS (2016)            | 1                |
| THE World (2016)       | 2                |
| SIR (2016)             | 2                |
| Nature Index (2016)    | 1                |
| U.S. News (2016)       | 2                |
| UI Green Metric (2015) | 1                |
| Global                 |                  |
| QS Asia (2016)         | 45               |
| QS World (2016)        | 252              |
| QS GER (2017)          | 151-200          |
| CWUR (2016)            | 320              |
| RUR (2016)             | 424              |
| CWTS (2016)            | 432              |
| THE World (2016)       | 601 -800         |
| SIR (2016)             | 475              |
| U.S. News (2016)       | 579              |
| UI Green Metric (2015) | 30               |

Uniwersytet Chulalongkorna – tajlandzki uniwersytet w Bangkoku, najstarszy w kraju. Nazwany jest imieniem króla Chulalongkorna (Ramy V), a założony został przez jego następcę Vajiravudha (Ramę VI) w 1917 roku.
Pod koniec XIX wieku zapotrzebowanie na urzędników specjalizujących się w różnych dziedzinach było wynikiem reform króla Chulalongkorna, który zmierzał do przekształcenia społeczeństwa feudalnego w nowoczesne. W 1899 król założył Szkołę Służby Cywilnej (taj. โรงเรียนสำหรับฝึกหัดวิชาข้าราชการฝ่ายพลเรือน) w pobliżu północnej bramy pałacu królewskiego.
Uczelnia ma 18 wydziałów. Kampus uniwersytecki zajmuje ogromną powierzchnię w dolnym Bangkoku, a studenci często mieszkają w okolicach placu Siam.

## Znani absolwenci
- Mahidol Adulyadej
- Galyani Vadhana
- Maha Chakri Sirindhorn
- Sirivannavari Nariratana
- Banjong Pisanthanakun
- Surakiart Sathirathai
- Win Lyovarin
- Binlah Sonkalagiri
- Thongchai Winichakul
- Borwornsak Uwanno
- Kiatisuk Senamuang
- Sukhumbhand Paribatra
- Suporn Watanyusakul
- Pakorn Chatborirak
- Chit Phumisak